# Ободзинський Валерій Володимирович
Валерій Володимирович Ободзинський (24 січня 1942, Одеса, Українська РСР — 26 квітня 1997, Москва, Росія) — радянський естрадний співак, тенор.

## Життєпис
Після школи працював кочегаром, натягував пружини на матрацах, виготовляв замки для меблів.
У 1959 році знявся в епізоді художнього фільму «Чорноморочка», де виконав роль музиканта оркестру. На знімальний майданчик потрапив просто з вулиці.
У 1961 році познайомився з Нелею Кучкільдіною, дочкою капітана теплохода «Азербайджан», яка стала дружиною і народила двох дівчаток — Анжеліку та Валерію.
Працював в філармонії Костроми (РРФСР). Під час гастролей за кордоном познайомився з популярною в ті роки болгарською співачкою Лілі Іванової, яка, в свою чергу, представила його болгарському композитору Борису Карадімчеву. Карадімчев подарував Ободзинському свою пісню «Місяць на сонячному березі». У 1964 році Ободзинський виконав цю пісню на Міжнародному музичному фестивалі пісні в Сопоті (Польща).
У 1966—1967 рр. працював в оркестрі Олега Лундстрема. Перші пластинки Валерія Ободзінского вийшли в 1966 році: сольний міньйон «Валерій Ободзинський» з двома піснями і 7 збірних альбомів («В. Ободзінський; Естр. оркестр п/к О. Лундстрема», «Музичний калейдоскоп (7-я серія)», «Естрадний оркестр п/к О. Лундстрема», «Естрадні пісні», «Ліричні пісні», «Естрадний оркестр п/к О. Лундстрема» і «Пісні радянських композиторів»).
У 1967—1972 рр. був солістом Донецької філармонії, у 1973—1977 рр. співпрацював з ВІА «Вірні друзі».
В 1974 набув популярності після виходу в кінопрокат американського кінофільму «Золото Маккенни», в дубляжі якого звучали пісні у виконанні Ободзинського.
З середини 1970-х років поступово був позбавлений можливості зніматися на телебаченні та займатись концертною діяльністю. Однією з причин цього вважають початок нової антисемітської кампанії в СРСР та підозри нового керівника Держтелерадіо СРСР Сергія Лапіна щодо зв'язків Ободзинського з євреями через місце народження останнього.
Болісно сприйняв відсторонення від сцени. На 1987 рік повністю залишив будь-які спроби виступів, розлучився з дружиною і жив у цивільному шлюбі з однією з прихильниць, працював сторожем на фабриці з шиття краваток, страждав на алкоголізм.
На початку 1990-х років стараннями своєї цивільної дружини Анни Єсеніної вирішив відновити творчу діяльність і записав альбом пісень Олександра Вертинського. У вересні 1994 року після багаторічної перерви тріумфально виступив у концертному залі «Росія» в Москві.
Помер від серцевої недостатності. Похований на Кунцевському кладовищі Москви (ділянка № 10).